# Johannes Walther (Geologe)

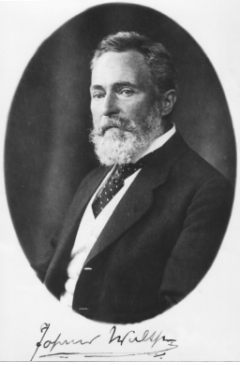
Johannes Walther

Johannes Walther (* 20. Juli 1860 in Neustadt an der Orla; † 4. Mai 1937 in Bad Hofgastein) war ein deutscher Geologe und Paläontologe. In seinen Publikationen behandelte er auch andere Gebiete der Geowissenschaften.

## Leben und Werk
Walther, ein Sohn des Pfarrers und späteren Superintendenten Kuno Walther (1825–1917), studierte ab 1880 in Jena Botanik, Philosophie und Zoologie. 1882 beendete er dieses Studium erfolgreich mit einer Promotion. Anschließend studierte er in Leipzig Geologie und Paläontologie und wechselte später in denselben Fächern nach München.
Im darauffolgenden Jahr berief ihn die Universität Neapel für zwei Jahre an die Zoologische Station Neapel als Dozent. Im Golf von Neapel betrieb er umfangreiche sedimentologische und biologische Untersuchungen. Er reiste nach Tunis und in Italien und kartierte 1884 unter Edmund Mojsisovics von Mojsvár in den Alpen. 1885 war er ein zweites Mal zu einem Studienaufenthalt in Neapel (und nochmals 1910), kehrte dann nach Jena zurück und habilitierte sich dort 1886 mit einer Arbeit über Crinoiden. Erst Walther brachte mit seinen in Italien gewonnenen Erfahrungen die Anwendung des von Charles Lyell (1797–1875) aufgestellten aktualistischen Prinzips (Walther bezeichnete sie als ‚ontologische‘ Arbeitsweise) in der sedimentologischen Forschung Mitteleuropas voll zur Geltung. Zudem erfuhr durch ihn die Meeresgeologie in Deutschland einen starken Aufschwung. Walther erkannte auch das Zusammenspiel von eustatischen (absoluten) und tektonischen (relativen) Meeresspiegelschwankungen.
In den folgenden Jahren unternahm Walther zahlreiche Forschungsreisen, u. a. nach Ägypten (1887, 1911) und die Sinai-Halbinsel (1887), Arabien, Ceylon und Indien (1888/89), in die USA (1891), Australien (1914), Griechenland und Schottland. 1890 ernannte ihn die Universität Jena zum a. o., vier Jahre später zum o. Prof. der Geologie und Paläontologie (Haeckel-Professor). 1892 nahm ihn die Deutsche Akademie der Naturforscher Leopoldina als Mitglied auf. 1930 wurde er Ehrenmitglied im Thüringischen Geologischen Verein sowie der Akademie der Wissenschaften der UdSSR. 1932 wurde er korrespondierendes Mitglied der Sächsischen Akademie der Wissenschaften.
Längere Zeit hielt sich Walther im Ural und in der Wüste Turkmeniens auf. Die hier gewonnenen Erkenntnisse über die Bildung terrestrischer Sedimente wandte er, wiederum dem Aktualismus folgend, auf die Sedimentbildungen der „Urwüsten“ des Paläozoikums (Erdaltertum) an. Anschließend wechselte er an die Universität Halle und wirkte dort von 1906 bis zur Emeritierung 1928. In Halle befasste er sich auch mit den Braunkohlelagerstätten und grub im Geiseltal. Er trug auch zur Herausbildung der Theorien zur Entstehung der großen Braunkohlelagerstätten wesentlich bei. Die Leopoldina wählte Walther 1924 als Nachfolger von August Gutzmer zu ihrem Präsidenten. Dieses Amt hatte er bis 1931 inne. Sein Nachfolger wurde Emil Abderhalden. 1935 trat er aus der Leopoldina aus, da er sich von Abderhalten düpiert fühlte.
Im Alter von 77 Jahren starb Johannes Walther am 4. Mai 1937 in Hofgastein, Salzburg.
Er war seit 1899 mit Janna Hentschel verheiratet.

## Schriften
- Die Korallenriffe der Sinaihalbinsel. Geologische und biologische Beobachtungen. In: Abhandlungen der Mathematisch-Physischen Klasse der Königlich-Sächsischen Gesellschaft der Wissenschaften,14, 10, Abhandlungen der Königlich-Sächsischen Gesellschaft der Wissenschaften, 24, 10, 440 – 555, VIII Taf., S. Hirzel, Leipzig, 1888
- Über die Geologie von Capri, Z. Deutsche Geologische Gesellschaft, Band 41, 1889, S. 771–776
- Über eine Kohlenkalkfauna in der arabischen Wüste, Z. Deutsche Geologische Gesellschaft, Band 42, 1890, s. 419–449
- Die Denudation in der Wüste und ihre geologische Bedeutung. Untersuchungen über die Bildung der Sedimente in den ägyptischen Wüsten. In: Abhandlungen der Mathematisch-Physischen Klasse der Königlich-Sächsischen Gesellschaft der Wissenschaften, 16, 3, Abhandlungen der Königlich-Sächsischen Gesellschaft der Wissenschaften 27, 345 – 570, VIII Taf., S. Hirzel, Leipzig, 1891
- Über die Lebensweise fossiler Meeresthiere, Z. Deutsche Geologische Gesellschaft, Band 49, 1897, S. 209–273
- Die Adamsbrücke und die Korallenriffe der Palkstraße. Sedimentstudien im tropischen Litoralgebiet. Justus Perthes, Gotha, 1891
- Einleitung in die Geologie als historische Wissenschaft, Jena, 3 Bände, 1893–1894
- Allgemeine Meereskunde, Leipzig: Weber 1893 (Digitalisat)
- Über die Auslese in der Erdgeschichte, Jena: Fischer 1895
- Das Gesetz der Wüstenbildung in Gegenwart und Vorzeit, Berlin: Reimer 1900, 4. Auflage, Quelle & Meyer 1924
- Geologische Heimatkunde von Thüringen, Jena: Fischer 1902
- Die Fauna der Solnhofener Plattenkalke. Bionomisch betrachtet. In: Denkschriften der Medizinisch-Naturwissenschaftlichen Gesellschaft zu Jena, 11, (= Festschrift zum siebzigsten Geburtstage von Ernst Haeckel, Herausgegeben von seinen Schülern und Freunden), Fischer, Jena 1904, S. 133–214 (Digitalisat)
- Vorschule der Geologie, Jena 1905
- Geschichte der Erde und des Lebens. 353 Abb., 571 S., Veit & Comp., Berlin, 1908
- Lehrbuch der Geologie Deutschlands, Leipzig: Quelle & Meyer 1910
- Das unterirdische Wasser und die Wünschelrute, Gernrode 1911
- Beiträge zur Stratigraphie und Bildungsgeschichte des oberen Hauptmuschelkalks und der unteren Lettenkohle in Franken, Jena: Fischer 1913
- Geologie der Heimat, Quelle & Meyer 1918
- Geologie – Die Methoden der Geologie als historischer und biologischer Wissenschaft. In: E. Abderhalden (Hrsg.) Handbücher der biologischen Arbeitsmethoden, Lieferung 185, Abt. X, Urban & Schwarzenberg, Berlin, S. 529–658
- Allgemeine Paläontologie, Borntraeger, Berlin, 1927 (809 Seiten)
- Bau und Bildung der Erde, Quelle & Meyer, 2. Auflage 1927
- Die Natur in Goethes Weltbild, Akademische Verlagsgesellschaft Leipzig 1932
- Das Rätsel der Wünschelrute, Reclam 1933
- Einführung in die deutsche Bodenkunde, Springer 1935
- Im Banne Ernst Haeckels (Hrsg. von Gerhard Heberer), Göttingen: Musterschmidt 1953